# Surasch
Surasch (russisch Сураж) ist eine Stadt in der Oblast Brjansk (Russland) mit 11.640 Einwohnern (Stand 14. Oktober 2010).

## Geografie
Die Stadt liegt etwa 175 Kilometer südwestlich der Oblasthauptstadt Brjansk an der Iput, einem linken Nebenfluss des in den Dnepr mündenden Sosch.
Surasch ist Verwaltungszentrum des gleichnamigen Rajons.

## Geschichte
Der Ort wurde erstmals im 17. Jahrhundert als Kirchdorf, später Handwerks- und Handelssiedlung (Sloboda) Suraschitschi urkundlich erwähnt.
1781 wurde das Stadtrecht als Verwaltungszentrum eines Kreises (Ujesds) unter dem Namen Surasch an der Iput (Surasch-na-Iputi) verliehen. Ab 1797 wurde der Namenszusatz weggelassen.
Im Zweiten Weltkrieg wurde Surasch am 17. August 1941 von der deutschen Wehrmacht besetzt. Die örtlichen Juden wurden unter Führung von SS-Untersturmführer Heinrich Tunnat erschossen, wie das Gerichtsverfahren gegen Tunnat vor dem Berliner Schwurgericht 1961 nachwies. Am 25. September 1943 erfolgte die Rückeroberung von Surasch durch Truppen der Brjansker Front der Roten Armee.

### Bevölkerungsentwicklung
| Jahr | Einwohner |
| ---- | --------- |
| 1897 | 4.006     |
| 1926 | 5.800     |
| 1939 | 9.003     |
| 1959 | 8.534     |
| 1970 | 10.296    |
| 1979 | 10.583    |
| 1989 | 12.559    |
| 2002 | 12.046    |
| 2010 | 11.640    |

Anmerkung: Volkszählungsdaten (1926 gerundet)

## Kultur und Sehenswürdigkeiten
Surasch besitzt ein Heimatmuseum.
Acht Kilometer von Surasch entfernt befinden sich beim Dorf Ljalitschi die Überreste des Palastkomplexes des Grafen Pjotr Sawadowski, eines Günstlings der Zarin Katharina der Großen, errichtet in den 1780er bis 1790er Jahren nach einem Projekt des in Russland tätigen italienischen Architekten Giacomo Quarenghi.

## Wirtschaft und Infrastruktur
In Surasch gibt es Betriebe der holzverarbeitenden (Karton), Textil- und Lebensmittelindustrie.
Die Stadt liegt an 1923 durchgängig eröffneten Eisenbahnstrecke Orscha–Krytschau–Unetscha sowie der Regionalstraße Krytschau–Unetscha, wo Anschluss an die Fernstraße M13 Brjansk–belarussische Grenze besteht.